# Cristóbal Mestre Artigas
Cristóbal Mestre Artigas (San Pedro de Ribas, 1879 - Villafranca del Panadés, 1969) fue un ingeniero agrónomo especializado en enología y viticultura.

## Biografía
Nació en la casa Can Geló, de San Pedro de Ribas, casa construida en 1875 y que fue la residencia de su padre, José Mestre Mestre, miembro de una familia de indianos que hizo fortuna en Santiago de Cuba.
Estudió en la Escuela de Ingenieros Agrónomos de Madrid entre los años 1896 y 1903, donde obtuvo el número uno de su promoción en todos los cursos y el título con la calificación de matrícula de honor. Una vez graduado trabajó los años 1906-1907 como agregado voluntario en la estación enológica de Villafranca  del Panadés hasta que en el año 1907 ingresó en el cuerpo correspondiente del Estado y fue nombrado Director de dicha institución hasta su jubilación en el año 1948. 

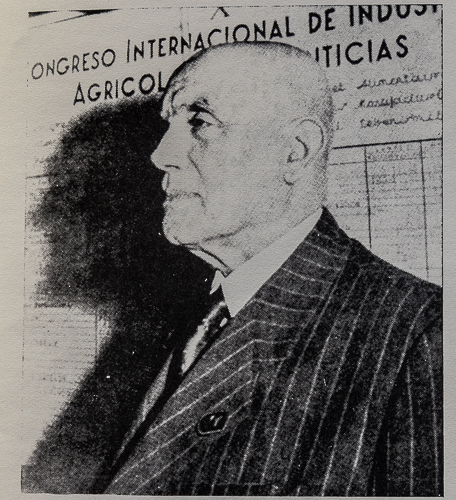
Cristóbal Mestre Artigas

Hombre de gran tenacidad y constancia en el trabajo, supo crear un equipo de técnicos en viticultura y enología de gran rendimiento, a pesar de la precariedad de medios, al que supo transmitir su entusiasmo. Mostró una notable inquietud científica instalando en el año 1915 el primer laboratorio de microbiología que hubo en las estaciones enológicas de España. Lo mismo hizo en 1920 con el laboratorio de física y química para incorporar los análisis electroquímicos en el estudio de los vinos y los productos enológicos. En estos laboratorios, Mestre y su equipo estudiaron la obtención de mostos concentrados empleando nuevos sistemas y desarrollaron el método denominado “de las vinerías”, consiguiendo fermentaciones continuas con levaduras puras y óptimos rendimientos en alcohol.
En pocos años, la estación enológica de Villafranca se situó en la vanguardia de la enología española y se convirtió en paso obligado de todos los futuros técnicos de estas especialidades. Como resultado el Ministerio de Fomento le encargó el planteamiento y creación de las estaciones enológicas de Jumilla (1912), Felanich (1913), Almendralejo (1916) y Cariñena (1925). 
También tuvo una gran vocación pedagógica. Concebía su labor en la estación enológica como un servicio público para el que siempre estaba disponible. Organizó cursos de enología, de viticultura y de análisis de vinos que pronto alcanzaron renombre en toda España. Dio numerosas conferencias a agricultores, propietarios y elaboradores de vino de Cataluña, frecuentemente en horarios nocturnos para facilitar su asistencia y formación. Por los cursos intensivos que organizó llegaron a pasar unos 2400 técnicos procedentes de 39 provincias de España y, en estancias más prolongadas, más de 20 técnicos superiores. 
Entre los años 1911 y 1961 publicó más de 60 monografías, artículos y colaboraciones sobre la viña, el vino y sus componentes y derivados, los productos enológicos y los métodos de análisis. En la vertiente más divulgativa publicó unos 150 opúsculos con el objeto de poder llegar a todos los agricultores.
En 1943 participó en la fundación del Museo del Vino de Villafranca del Panadés, único en España y del cual fue el primer presidente hasta el año 1956.

## Viajes al extranjero
Realizó numerosos viajes técnicos al extranjero y participó en congresos internacionales sobre la viña y el vino, en muchos casos designado por el Ministerio de Agricultura. Están documentados más de 17 viajes a numerosos países, entre otros a la estación enológica de Beaune (Francia, 1908), Francia (1912), Argelia (1913), Argentina (1914), Conferencia Internacional del Vino (París, 1922), Suiza (1933), Congreso Vitivinícola de Montpellier (1927), Biarritz (1930), Roma (1932) y el Congreso Internacional de la Viña y el Vino (Lausana, 1935). 
Durante la Guerra Civil continuó realizando viajes técnicos. Entre otros, en 1937 viajó a París designado por el Gobierno de la República para participar en el Congreso Internacional de la Viña y el Vino. En 1938 participó, también en París, en la reunión periódica de la Oficina Internacional del Vino, de la que era miembro permanente. En 1939 renunció a cualquier nuevo viaje al extranjero para centrarse en el estudio del problema de las vinerías. 
Precisamente en 1939 el régimen de Franco le incoó un expediente de depuración fundamentado en el hecho que en sus viajes a Francia durante la Guerra Civil no aprovechó la ocasión para pasar a la zona nacional y por haber servido a los intereses de la República. Fue sometido a juicio por el Tribunal Militar de la Audiencia de Barcelona. El Tribunal Supremo le absolvió pero le impuso una multa de 15.000 pesetas y un retroceso de diez lugares en el escalafón del Cuerpo de Ingenieros Agrónomos. Antes de su jubilación solicitó la revisión del expediente solicitando la absolución, como así se dictaminó finalmente.

## Actividad después de la jubilación
Continuó su actividad de investigación y divulgación después de su jubilación, en 1949, en la estación enológica de Villafranca del Panadés, en el Instituto Nacional de Investigaciones Agronómicas y en la Real Academia de Ciencias, entre otros centros.
Durante los años 1959 y 1960, en la estación enológica de Villafranca del Panadés, fue tutor del enólogo Manuel Ruiz Hernández. 

## Reconocimientos
En el año 1930 se le concedió la Gran Cruz del Mérito Agrícola a propuesta de la Asociación de Ingenieros Agrónomos, que fue renovada el año 1950 a petición de las Cámaras Agrarias de Cataluña.
En 1947 fue admitido en la Real Academia de Ciencias y Artes de Barcelona. La comunicación que leyó en el acto de ingreso se tituló “Las superfermentaciones en enología”.
Fue consejero de honor del Consejo Superior de Investigaciones Científicas (1953), oficial de Mérito Agrícola de Francia (1936), miembro de Mérito del Instituto Catalán Agrícola de San Isidro (1951). 
Los años 2008 a 2011 se concedió el "Premio y Beca Cristòfor Mestre i Artigas", unos premios impulsados desde el Museo de las Culturas del Vino de Cataluña con el objetivo de fomentar la investigación técnica y experimental sobre el cultivo de la viña y la elaboración de vino y cava.
Su localidad de origen, San Pedro de Ribas, lo nombró "Hijo predilecto y patricio benemérito". El municipio de Villafranca del Panadés lo nombró "Hijo adoptivo" y le concedió la medalla de plata de la Villa. Los ayuntamientos democráticos de ambas poblaciones han revalidado la personalidad de Cristóbal Mestre.En San Pedro de Ribas una calle lleva su nombre mientras que en la escuela pública de Villafranca lleva por nombre Escuela Cristòfor Mestre. Precisamente en esta escuela se encuentra una placa con la siguiente inscripción (traducida del catalán): "Ribatano y panadesenco de corazón, hijo adoptivo de Villafranca. Eminente agrónomo de renombre universal, quiso a las viñas, los vinos y a los hombres de nuestra tierra y los sirvió con su trabajo y sus estudios e investigaciones".